# Torre de defensa del Volcà Montolivet
La Torre de defensa del Volcà Montolivet és una torre de defensa d'Olot inclosa a l'Inventari del Patrimoni Arquitectònic de Catalunya.

## Descripció
És una torre de planta circular, bastida amb pedra volcànica i rajols per les obertures.
Disposa de baixos amb espieres i canoneres i dos pisos d'espieres. Tenia un fossat que l'envoltava i un petit mur que l'encerclava. La base està feta de grans blocs de pedra volcànica en forma de talús.
Ha estat restaurada i actualment acull una antena de RTVE. L'accés està prohibit.

## Història
Durant el primer terç del segle xix Olot es veu sotmesa a importants fets d'armes que condicionen fortament el desenvolupament normal de la ciutat. La Guerra del Francès (1813) i la primera Guerra Carlina (1833) fan de la ciutat objecte d'invasions, crema de convents i setges. Les primeres construccions defensives les varen fer els francesos al puig del Montsacopa. Amb la guerra carlina s'aixecaren les tres del volcà de Sant Francesc, la del puig de Bisaroques i la del volcà de Montolivet.